# Grota do Trancão
A Grota do Trancão é um curso de água português, localizado na freguesia açoriana do Raminho, concelho de Angra do Heroísmo, ilha Terceira, arquipélago dos Açores.
Este curso de água encontra-se geograficamente localizado na parte Oeste da ilha Terceira e tem a sua origem a cerca de 700 metros de altitude, no centro da ilha. A sua bacia hidrográfica apesar de não ser de grande dimensão drena parte do Oeste da ilha e dirige-se para o Oceano Atlântico onde se precipita do cimo de uma falésia com cerca de 250 metros de altura.
Esta ribeira estabelece limite para a IBA do Raminho, que se estende desde o Local do Pesqueiro Velho é constituída por duas zonas, a saber a zona do Raminho, que se estende ao longo da costa, desde a foz desta ribeira e Ribeira da Luz.